# Ambar-ona Corona
L'Ambar-ona Corona è una struttura geologica della superficie di Venere.